# Église Saint-Assiscle-et-Sainte-Victoire de Villeneuve-des-Escaldes
L'église Saint-Assiscle-et-Sainte-Victoire de Villeneuve-des-Escaldes est une église romane située à Angoustrine-Villeneuve-des-Escaldes dans le département français des Pyrénées-Orientales.

## Historique
L'église est citée dès 1247. Elle est dédiée à Assiscle et Victoire, frère et sœur martyrisés vers l'an 304 sous Dioclétien à Cordoue.
L'édifice fait l'objet d'une inscription au titre des monuments historiques depuis le 8 mars 1983.

## Architecture
L'église est de style roman, bien qu'elle ait été remaniée à plusieurs reprises. La façade orientale comprend un clocher-mur à deux cloches.

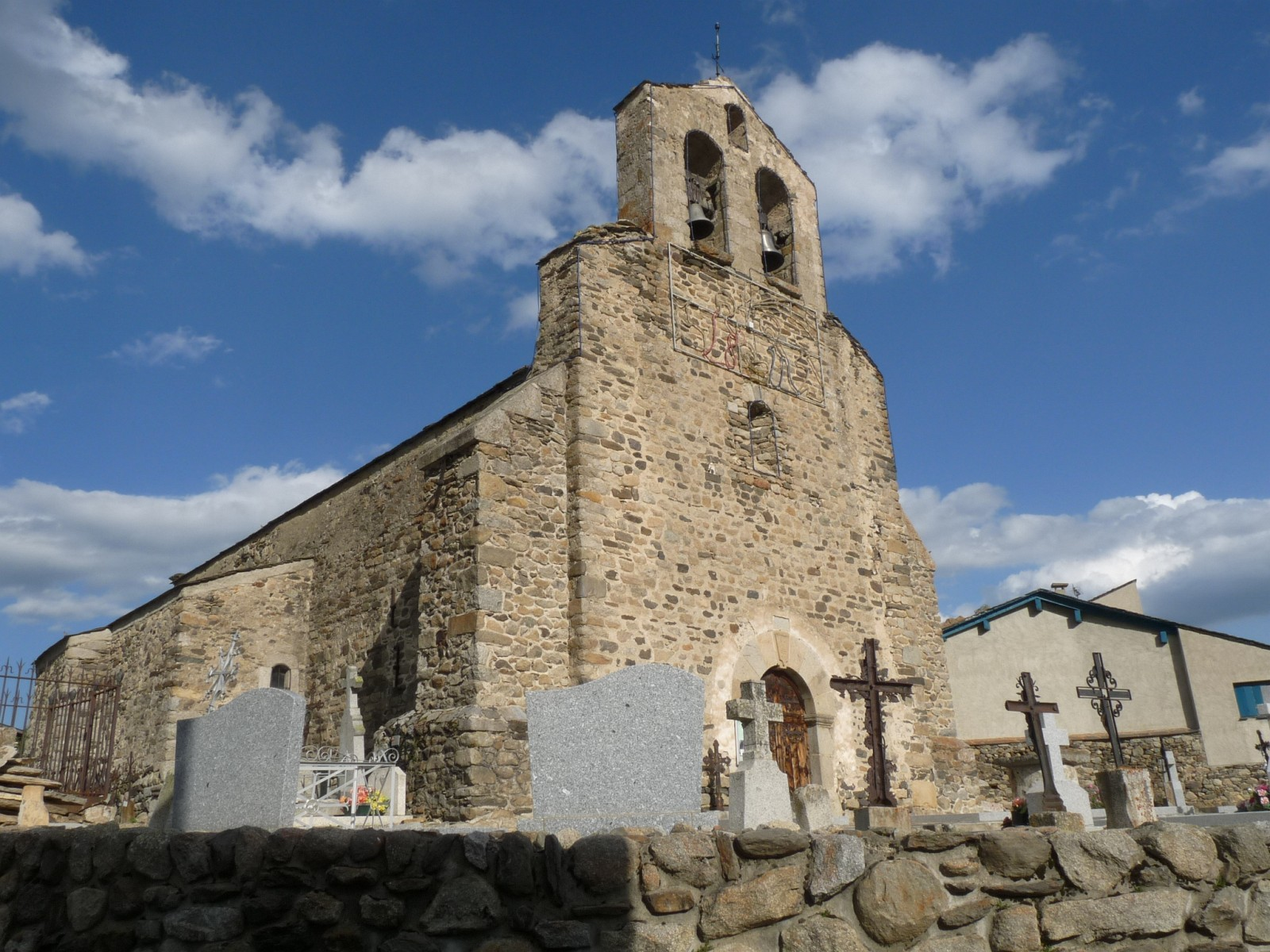
Façade et clocher
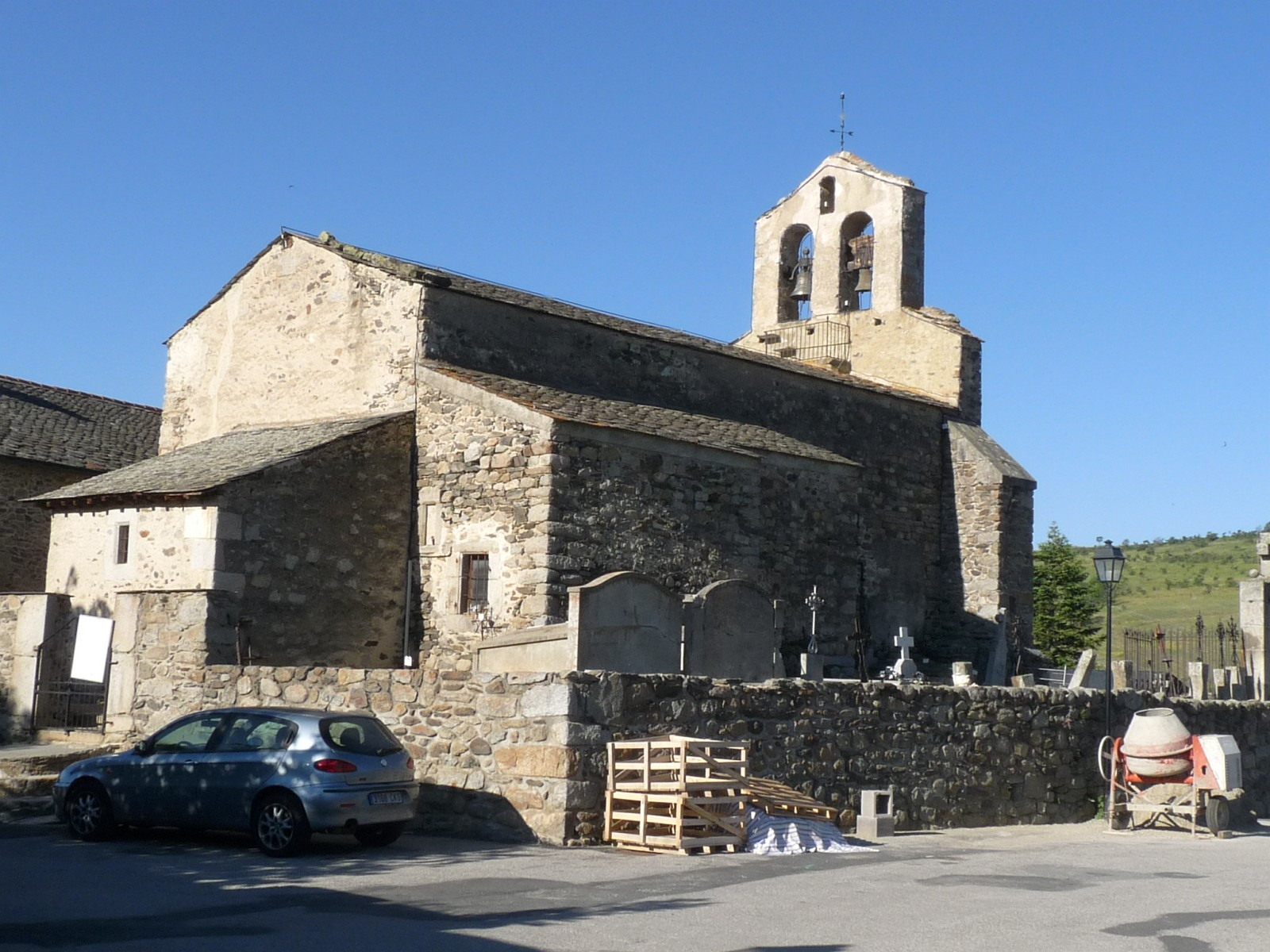
Vue latérale arrière
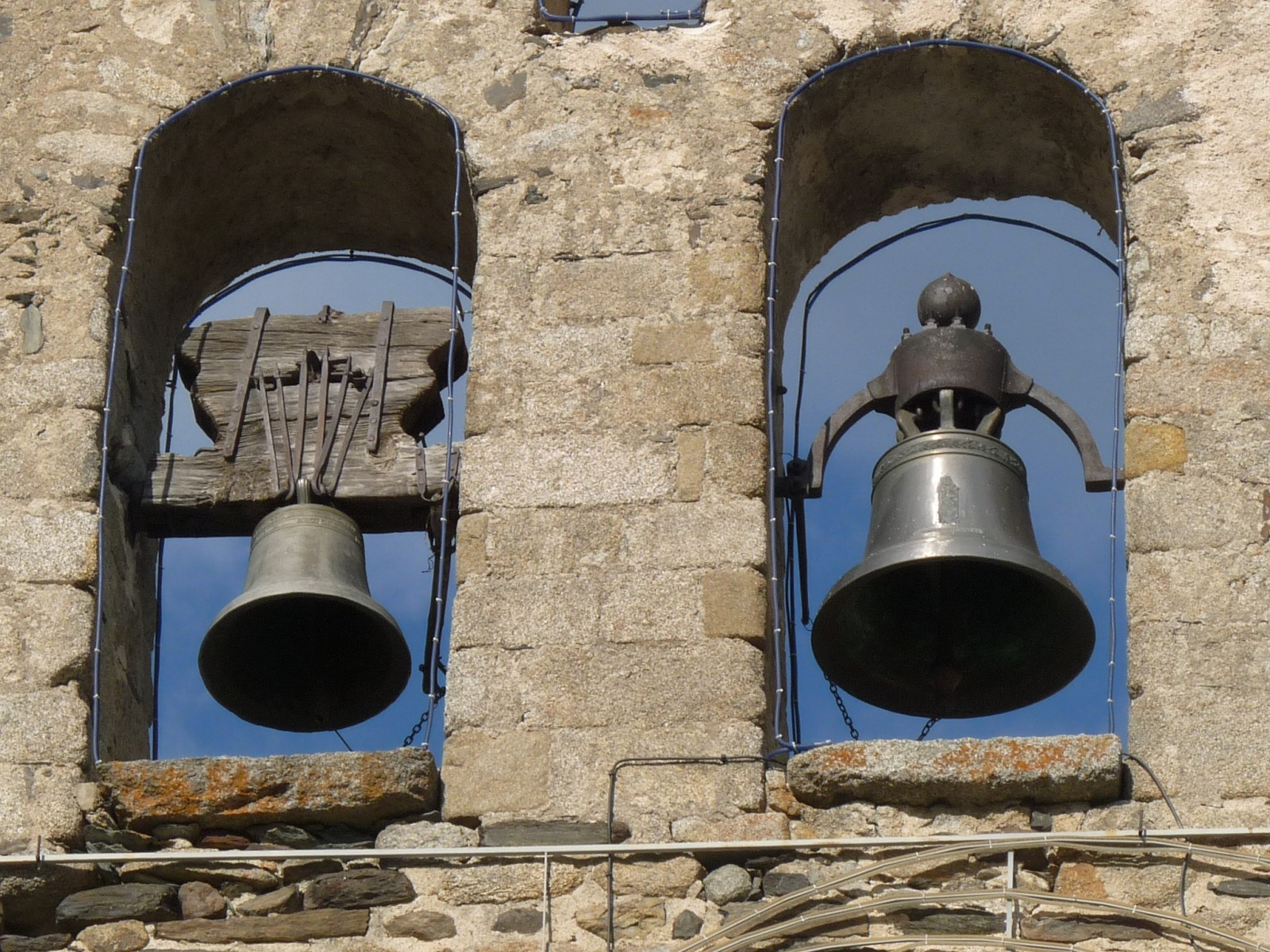
Les cloches
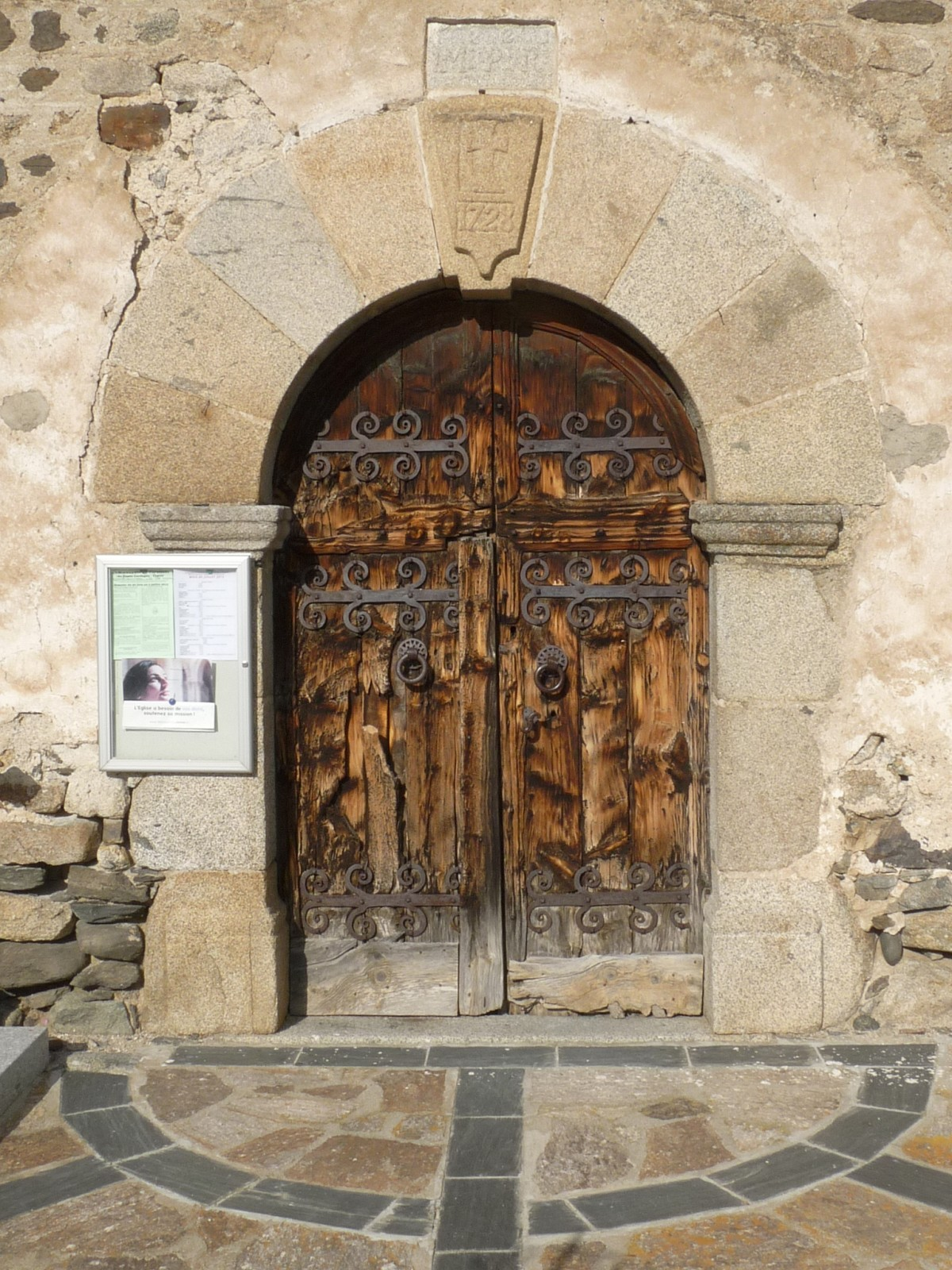
Le portail